# Hololepidella fagei
Hololepidella fagei är en ringmaskart som beskrevs av Rullier 1964. Hololepidella fagei ingår i släktet Hololepidella och familjen Polynoidae. Inga underarter finns listade i Catalogue of Life.